# КК Газијантеп ББ
КК Газијантеп ББ (тур. Gaziantep Büyükşehir Belediyesi SK) турски је кошаркашки клуб из Газијантепа. У сезони 2021/22. такмичи се у Првој лиги Турске.

## Историја
Клуб је основан 2007. године, а од 2012. такмичи се у Првој лиги Турске. Најбољи пласман у њој остварен је у сезони 2012/13. и то је било девето место. 
На међународној сцени дебитовао је у сезони 2013/14. наступом у Еврочеленџу.

## Учинак у претходним сезонама
| Сез.     | Првенство Турске | Куп Турске   | Европско такмичење               |
| -------- | ---------------- | ------------ | -------------------------------- |
| 2012/13. | 9. место         | Групна фаза  | —                                |
| 2013/14. | 10. место        | Групна фаза  | Еврочеленџ — 3. место            |
| 2014/15. | 10. место        | Четвртфинале | —                                |
| 2015/16. | Четвртфинале ПО  | —            | ФИБА Куп Европе — Осмина финала  |
| 2016/17. | Четвртфинале ПО  | —            | ФИБА Куп Европе — Осмина финала  |
| 2017/18. | 14. место        | —            | ФИБА Лига шампиона — Групна фаза |
| 2018/19. | Четвртфинале ПО  | Четвртфинале | —                                |
| 2019/20. | прекинуто        | —            | ФИБА Лига шампиона — Групна фаза |
| 2020/21. | Четвртфинале ПО  | није игран   | —                                |
| 2021/22. | —                | Четвртфинале | —                                |

## Познатији играчи
- Дејан Боровњак
- Терико Вајт
- Ђорђе Гагић
- Андреас Глинијадакис
- Џои Дорси
- Јака Лакович
- Домен Лорбек
- Оливер Стевић
- Јунус Чанкаја

## Познатији тренери
- Јуре Здовц